# 西利柏提 (印地安納州霍華德縣)
西利柏提（英語：West Liberty）是位於美國印地安納州霍華德縣的一個非建制地區。該地的面積和人口皆未知。